# Thysananthus flavescens
Thysananthus flavescens là một loài Rêu trong họ Lejeuneaceae. Loài này được (S. Hatt.) Gradst. miêu tả khoa học đầu tiên năm 1991.